# 哥寧伍澳式足球會
哥寧伍澳式足球會（英語：Collingwood Football Club），綽號喜鵲，是一個澳大利亞澳式足球聯盟裏的澳式足球球會。球員穿著黑白條的球衣，相似喜鵲，因此構成球會的標誌和口號：“喜鵲興盛！”
哥寧伍贏得了十四個維多利亞澳式足球聯盟（VFL）／澳大利亞澳式足球聯盟（AFL）的總冠軍，僅次於卡爾頓、阿辛頓，分別奪得十六次。他們是連續衛冕次數最多的記錄保持者（1927年至1930年），而是唯一一支球隊經歷主、客全季不敗（1929年）。2008年成積傑出的吉朗的唯一敗仗就是敗在哥寧伍手下。
該球會傳統而言代表了墨爾本市內的哥寧伍區的勞工階層，然而如今訓練和行政地點已遷至Gosch's Paddock和墨爾本市中心的奧林匹克運動場。自2000年起，球會已從傳統的郊區主場維多利亞運動場移往更大的墨爾本板球場。

## 外部連結
- 哥寧伍澳式足球會官方網站（页面存档备份，存于）
- BigFooty網站的哥寧伍喜鵲討論板（页面存档备份，存于）